# Мола, Уго
Уго Мола (фр. Ugo Mola, родился 14 мая 1973 в Сент-Фуа-ла-Гранд) — французский регбист, игравший на позиции вингера, центрового и фулл-бэка; ныне — тренер.

## Достижения

### В сборной
- Вице-чемпион мира: 1999

### Как тренер
- Чемпион Франции: 2019, 2021, 2023
- Победитель Кубка европейских чемпионов: 2021